# Pillichsdorf
Pillichsdorf  är en ort och kommun i Österrike. Den ligger i distriktet Mistelbach i förbundslandet Niederösterreich, 22 km nordost om huvudstaden Wien. 